# クリスティアン・リベラ
クリスティアン・リベラ・エルナンデス'（Christian Rivera Hernández  ,  1997年7月9日 - ）は、スペイン・アストゥリアス州ヒホン出身のプロサッカー選手。スポルティング・デ・ヒホンに所属している。ポジションはMF。

## 来歴
カンテラ時代をスポルティング・デ・ヒホンで過ごし、2013年にアトレティコ・マドリード入りがならなかったリベラは、同年9月に同じアストゥリアス州に本拠地を置くレアル・オビエドに入団。翌2014年にBチームに昇格し、2015年5月にセグンダ・ディビシオンBのコルーショFC戦でプロデビュー。2015-16シーズンよりセグンダ・ディビシオン所属のトップチームに昇格。同年10月16日のADアルコルコン戦で、プロ初ゴールを決めた。
2016年7月1日、SDエイバルと3年契約を締結。しかし、初のラ・リーガでのプレーに馴染めず、2017-18シーズン半ばにして放出候補に挙げられる。
2018年1月10日、セグンダ・ディビシオンB所属のFCバルセロナBに、2017-18シーズン終了までのローン移籍に合意。
2018年7月31日、2部に降格したUDラス・パルマスと4年契約を締結。セグンダで3試合に出場した後、10月25日にルイジーニョが負傷したことによる戦力補強で、SDウエスカに2018-19シーズン終了までのローン移籍で加入した。
2019年9月2日、CDレガネスへ買取オプション付きの1シーズンのレンタル移籍が発表された。
2021年7月19日、スポルティング・デ・ヒホンに4年契約で移籍した。